# 마이크 토드
마이크 토드(Mike Todd, 원명(原名)은 Avrom Hirsch Goldbogen이며 나중에 Michael Todd로 개명, 1909년 6월 22일 ~ 1958년 3월 22일)는 미국의 연극연출가 겸 영화감독이자 영화연출가이다.

## 생애
1924년 15세의 나이에 연극연출가로 첫 데뷔를 하였고 이후 1952년 미국 다큐멘터리 영화 《This is cinerama》로 영화감독 데뷔하였으며 1956년 미국·영국 합작 영화 《Around the world in 80 days》로 영화연출가 데뷔하였다.
1957년 영화배우 엘리자베스 테일러(Elizabeth Taylor)와 3번째 결혼을 하였으며 이듬해 1958년 3월 22일 비행기 추락 사고로 사망하였다.